# Приходцев Василь Іванович
Василь Іванович Приходцев (1921—2001) — підполковник Радянської Армії, учасник Німецько-радянської війни, Герой Радянського Союзу (1944).

## Життєпис
Василь Приходцев народився 14 лютого 1921 року в селі Кубер (нині — в межі міста Путивля Сумської області України) в селянській родині. Закінчив сім класів школи в 1938 році, працював у колгоспі. У 1940 році Приходцев був призваний на службу в Робітничо-Селянську Червону Армію. З червня 1941 року — на фронтах Німецько-радянської війни. Брав участь у боях на Південному, Західному, Сталінградському, Воронезькому і 1-му Українському фронтах. Брав участь у битві за Москву і Сталінградській битві. Двічі був поранений. У 1944 році Приходцев закінчив Ленінградську вищу офіцерську бронетанкову школу. До березня 1944 року гвардії лейтенант Василь Приходцев командував танком 1-го гвардійського окремого танкового полку 1-ї гвардійської армії 1-го Українського фронту. Відзначився під час звільнення Хмельницької області Української РСР.
За період з 28 по 31 березня 1944 року в районі Кам'янець-Подільського Приходцев разом зі своїм екіпажем знищив ворожий танк, штурмові гармати, 6 гармат, 3 міномети, а також велику кількість ворожих солдатів і офіцерів. 29 березня за участю Приходцева було звільнено село Мар'янівці, 30 березня — Смотричівська Слобода.
Указом Президії Верховної Ради СРСР від 24 травня 1944 року за зразкове виконання бойових завдань командування на фронті боротьби з німецькими загарбниками і проявлені при цьому мужність і героїзм гвардії лейтенант Василь Приходцев був удостоєний високого звання Героя Радянського Союзу з врученням ордена Леніна і медалі «Золота Зірка» за номером 3960.
Брав участь у визволенні Польщі, Чехословаччини, Німеччини. Після закінчення війни Приходцев продовжував службу в Радянській Армії. У 1951 році у званні підполковника він був звільнений у запас. Проживав у Магадані, працював З «Северовостокзолото». Пізніше жив у Чернівцях. З 1996 року Приходцев проживав у Смоленську. У тому ж році він зазнав нападу грабіжника — в під'їзді будинку той зірвав з його грудей медаль «Золота Зірка». Зважаючи такого потрясіння, перенісши три інсульти, Приходцев помер 24 червня 2001 року. Похований на Братському кладовищі Смоленська.
Був також нагороджений орденами Жовтневої Революції, Вітчизняної війни 1-го ступеня, Червоної Зірки, а також низкою медалей.